# Джанлука Атцорі
Джанлука Атцорі (італ. Gianluca Atzori, нар. 6 березня 1971, Коллепардо) — колишній італійський футболіст, що грав на позиції захисника. По завершенні ігрової кар'єри — футбольний тренер.

## Ігрова кар'єра
У дорослому футболі дебютував 1988 року виступами за «Лодіджані» з Серії С, в якому провів два сезони, взявши участь у 21 матчі чемпіонату.
Своєю грою за цю команду привернув увагу представників тренерського штабу «Торіно» з Серії А, до складу якого приєднався 1990 року. Провів у туринській команді наступний сезон своєї ігрової кар'єри, проте до основної команди не пробився і зіграв лише у переможному для туринців фіналі Кубка Мітропи, здобувши перший у своїй кар'єрі трофей.
Влітку 1991 року перейшов у «Тернану», з якою в першому ж сезоні виграв Серію C1 і вийшов у Серію Б, де продовжив свої виступи.
Влітку 1993 року «Тернана» зайняла останнє місце в чемпіонаті і через фінансові проблеми знялася з турніру, після цього Атцорі уклав контракт з «Перуджею», у складі якої знову в першому ж сезоні виграв Серію C1 та повернувся до другого дивізіону. А 1996 року з командою зайняв 3 місце та вийшов до Серії А.
Проте в еліті Атцорі знову дебютувати не зміг, бо влітку того ж року перейшов до «Реджини», що виступала у Серії Б, де і провів наступний сезон.
Протягом 1997–2001 років захищав кольори «Равенни» у Серії Б, після чого вона не була позбавлена професійного статусу через фінансову скруту, а Джанлука залишився виступати в Серії Б перейшовши до «Емполі». В першому ж сезоні команда зайняла четверте місце і підвищилась у класі, завдяки чому Атцорі таки зміг дебютувати в Серії А в першому ж турі нового чемпіонату проти «Інтернаціонале» (3:4). Проте основним гравцем Атцорі в команді стати не зумів, зігравши за сезон лише в 12 матчах чемпіонату (1 гол) і 4 кубкових іграх.
Через це влітку 2003 року Атцорі перейшов у «Палермо», з яким виграв Серію Б, проте основним гравцем також не був. Влітку 2004 року завершив професійну ігрову кар'єру через хронічні травми і перейшов на тренерську роботу.

## Кар'єра тренера
Розпочав тренерську кар'єру відразу ж по завершенні кар'єри гравця, 2004 року, увійшовши до тренерського штабу клубу «Парма», де пропрацював рік. Після цього ще сезон працював помічником тренера у «Лечче».
В сезоні 2007/08 був помічником спочатку Сільвіо Бальдіні, а потім Вальтера Дзенги у «Катанії».
Влітку 2008 року вперше став головним тренером команди, очоливши «Равенну», яка виступала в Лізі Про, і довів її до стадії плей-оф.
У червні 2009 року призначений на посаду головного тренера клубу «Катанія» з Серії А. Угода з 38-річним фахівцем була розраховано на два роки. Атцорі змінив на тренерському містку «Катаньї» якраз Дзенгу, який очолив «Палермо». Тим не менш Атцорі тренував команду лише протягом п'ятнадцяти турів, після чого був звільнений 8 грудня через погані результати (9 очок і останнє місце).
16 червня 2010 стає тренером «Реджини», з якою зайняв шосте місце і право участі в плей-оф за вихід у Серію B, де зазнав поразку від «Новари».
9 червня 2011 року новим тренером «Сампдорії», яка тільки-но вилетіла в Серію Б. Проте вже 13 листопада того ж року, після поразки 1:0 від «Віченци», і здобуттям лише 22 очок в 15 іграх, був звільнений разом з усіма своїми помічниками.
5 січня 2013 року був прийнятий на роботу в іншу команду Серії B «Спецію». Проте пропрацювавши лише трохи більше місяця, 23 лютого, після поразки 0:6 від «Новари», був звільнений. За цей час «Спеція» провела п'ять ігор і набрала чотири очка, забивши шість м'ячів і пропустивши три.
16 червня 2013 року Атцорі знову став тренером «Реджини», підписавши дворічний контракт. 21 жовтня того ж року він був звільнений з посади, але 3 грудня був відновлений. Щоправда і цього разу надовго затриматись в клубі тренер не зумів — вже 7 січня 2014 року він знову був звільнений з посади.
Згодом без особливих успіхів працював ще з двома командами Ліги Про, третього італійського дивізіону, — «Робур Сієна» і «Пістоєзе». З першою командою працював протягом другого півріччя 2015 року і пішов з неї через розбіжності з керівництвом клубу, з другою — з березня 2017 до кінця сезону, по завершенні якого був звільнений через невиконання завдання на сезон.
У грудні 2017 року очолив тренерський штаб «Про Верчеллі», отримавши задачу зберегти за командою, що йшла не передостанньому місці у турнірній таблиці, місце у другому італійському дивізіоні. Проте був звільнений вже за місяць, після трьох поразок поспіль.

## Титули і досягнення
- Володар Кубка Мітропи (1):

«Торіно»: 1991
- Володар Кубка Мальти (1):

«Флоріана»: 2021/22